# WBSC Premier 12 de 2015
WBSC Premier 12 de 2015 fue la primera edición del torneo de béisbol organizado por la Confederación Mundial de Béisbol y Sóftbol (WBSC). El evento se celebró entre los días 8 y 21 de noviembre, y participaron las mejores 12 selecciones nacionales ubicadas en el ranking de la organización al finalizar el año 2014. Los juegos se llevaron a cabo en estadios repartidos en la República de China y Japón.
La selección de Corea del Sur se proclamó campeona del certamen al derrotar en la final a los Estados Unidos. Completó el podio la representación de Japón.

## Equipos
A continuación las selecciones que participaron en el WBSC Premier 12 de 2015. La clasificación correspondía al ranking final del año 2014.
| Pos | Equipo               | Continente |
| --- | -------------------- | ---------- |
| 1º  | Japón                | Asia       |
| 2º  | Estados Unidos       | América    |
| 3º  | Cuba                 | América    |
| 4º  | China Taipéi         | Asia       |
| 5º  | Países Bajos         | Europa     |
| 6º  | República Dominicana | América    |
| 7º  | Canadá               | América    |
| 8º  | Corea del Sur        | Asia       |
| 9º  | Puerto Rico          | América    |
| 10º | Venezuela            | América    |
| 11º | Italia               | Europa     |
| 12º | México               | América    |

## Organización

### Sedes

#### Primera ronda
| Grupo A Taichung Intercontinental Baseball Stadium Taichung (República de China) Capacidad: 19 000 | Grupo A Douliou Baseball Stadium Douliou (República de China) Capacidad: 17 000 | Grupo B Taoyuan International Baseball Stadium Taoyuan (República de China) Capacidad: 20 000 | Grupo B Tianmu Baseball Stadium Taipéi (República de China) Capacidad: 10 500 | Grupo B Domo de Sapporo Sapporo (Japón) Capacidad: 41 580 |
| -------------------------------------------------------------------------------------------------- | ------------------------------------------------------------------------------- | --------------------------------------------------------------------------------------------- | ----------------------------------------------------------------------------- | --------------------------------------------------------- |

#### Cuartos de final
| Taichung Intercontinental Baseball Stadium Taichung (República de China) Capacidad: 19 000 Taoyuan International Baseball Stadium Taoyuan (República de China) Capacidad: 20 000 |
| --- |

#### Semifinales, 3er lugar y final
| Domo de Tokio Tokio (Japón) Capacidad: 55 000 |
| --------------------------------------------- |

## Sistema de competencia
El torneo consistió de una fase preliminar en la que los equipos se dividieron en dos «súper grupos» de seis integrantes que jugaron todos contra todos a una sola ronda. Los cuatro equipos de cada grupo con mejor récord clasificaron a la «fase de nocaut». En esta etapa los ocho conjuntos fueron emparejados para una eliminatoria directa a un solo juego, por lo que se desarrollaron una ronda de cuartos de final, semifinales y final donde se proclamó el campeón. Los equipos perdedores de semifinales disputaron el tercer puesto.
De acuerdo a la Reglamentación del Torneo, en caso de empate en las posiciones entre dos o más equipos en la primera ronda, los criterios de desempate eran los siguientes (aplicados de forma sucesiva en caso de fallar el anterior):
1. El ganador del juego entre los equipos involucrados;
2. El equipo con mejor TQB entre los equipos involucrados;
3. En caso de que fueran tres o más equipos empatados, el o los equipos con menor TQB (entre los equipos involucrados) serán descartados, de modo que el primer criterio entró en consideración;
4. El equipo con el mejor ER-TQB;
5. El equipo con el mayor porcentaje de bateo;
6. Por sorteo.

## Resultados

### Primera ronda

#### Grupo A
| Grupo A      | G | P | PCT   | JV | Desempate |
| ------------ | - | - | ----- | -- | --------- |
| Canadá       | 5 | 0 | 1,000 | -  | -         |
| Cuba         | 3 | 2 | ,600  | 2  | 1-0       |
| Países Bajos | 3 | 2 | ,600  | 2  | 0-1       |
| Puerto Rico  | 2 | 3 | ,400  | 3  | 1-0       |
| China Taipéi | 2 | 3 | ,400  | 3  | 0-1       |
| Italia       | 0 | 5 | 000   | 5  | -         |

- Leyenda: G: Juegos ganados; P: Juegos perdidos; PCT: porcentaje de victorias; JV: Juegos de ventaja.
- Nota: Criterio de desempate a favor de Cuba y Puerto Rico por haber ganado enfrentamientos directos ante Países Bajos y China Taipéi respectivamente.

|  |                                 |
|  | Clasificado a la segunda ronda. |

| Fecha           | Visita       | Resultado  | Local        | Estadio          | Tiempo   | Box score |
| --------------- | ------------ | ---------- | ------------ | ---------------- | -------- | --------- |
| 9 de noviembre  | Países Bajos | 7-4        | China Taipéi | Intercontinental | 3 h 55 m | Box score |
| 10 de noviembre | Italia       | 1-7        | Puerto Rico  | Intercontinental | 3 h 37 m | Box score |
| 10 de noviembre | Canadá       | 5-1        | Cuba         | Intercontinental | 3 h 21 m | Box score |
| 11 de noviembre | Cuba         | 6-5        | Países Bajos | Intercontinental | 3 h 21 m | Box score |
| 11 de noviembre | Puerto Rico  | 0-2        | Canadá       | Douliou          | 2 h 51 m | Box score |
| 11 de noviembre | China Taipéi | 7-1        | Italia       | Intercontinental | 2 h 53 m | Box score |
| 12 de noviembre | Puerto Rico  | 7-8 (10/E) | Cuba         | Intercontinental | 3 h 50 m | Box score |
| 12 de noviembre | Países Bajos | 16-1 (KO)  | Italia       | Douliou          | 3 h 8 m  | Box score |
| 12 de noviembre | Canadá       | 9-8        | China Taipéi | Intercontinental | 3 h 45 m | Box score |
| 14 de noviembre | Puerto Rico  | 7-11       | Países Bajos | Intercontinental | 3 h 33   | Box score |
| 14 de noviembre | Italia       | 0-4        | Canadá       | Douliou          | 2 h 29 m | Box score |
| 14 de noviembre | Cuba         | 1-4        | China Taipéi | Intercontinental | 3 h 33 m | Box score |
| 15 de noviembre | China Taipéi | 4-7 (12/E) | Puerto Rico  | Intercontinental | 4 h 41 m | Box score |
| 15 de noviembre | Italia       | 1-2        | Cuba         | Douliou          | 2 h 21 m | Box score |
| 15 de noviembre | Canadá       | 3-1        | Países Bajos | Intercontinental | 2 h 31 m | Box score |

#### Grupo B
| Grupo B        | G | P | PCT   | JV | Desempate |
| -------------- | - | - | ----- | -- | --------- |
| Japón          | 5 | 0 | 1,000 | -  | -         |
| Estados Unidos | 3 | 2 | ,600  | 2  | 1-0       |
| Corea del Sur  | 3 | 2 | ,600  | 2  | 0-1       |
| México         | 2 | 3 | ,400  | 3  | 1-0       |
| Venezuela      | 2 | 3 | ,400  | 3  | 0-1       |
| R. Dominicana  | 0 | 5 | ,000  | 5  | -         |

- Leyenda: G: Juegos ganados; P: Juegos perdidos; PCT: porcentaje de victorias; JV: Juegos de ventaja.
- Nota: Criterio de desempate a favor de Estados Unidos y México por haber ganado enfrentamientos directos ante Corea del Sur y Venezuela respectivamente.

|  |                                 |
|  | Clasificado a la segunda ronda. |

| Fecha           | Visita         | Resultado  | Local          | Estadio | Tiempo   | Box score |
| --------------- | -------------- | ---------- | -------------- | ------- | -------- | --------- |
| 8 de noviembre  | Corea del Sur  | 0-5        | Japón          | Sapporo | 3 h 37 m | Box score |
| 10 de noviembre | México         | 6-4        | Venezuela      | Taoyuan | 2 h 58 m | Box score |
| 10 de noviembre | R. Dominicana  | 5-11       | Estados Unidos | Taoyuan | 3 h 2 m  | Box score |
| 11 de noviembre | Venezuela      | 7-5        | Estados Unidos | Taoyuan | 3 h 20 m | Box score |
| 11 de noviembre | México         | 5-6        | Japón          | Tianmu  | 3 h 36 m | Box score |
| 11 de noviembre | Corea del Sur  | 10-1       | R. Dominicana  | Taoyuan | 3 h 56 m | Box score |
| 12 de noviembre | Venezuela      | 2-13       | Corea del Sur  | Taoyuan | 2 h 51 m | Box score |
| 12 de noviembre | México         | 0-10 (KO)  | Estados Unidos | Tianmu  | 2 h 47 m | Box score |
| 12 de noviembre | Japón          | 4-2        | R. Dominicana  | Taoyuan | 3 h 2 m  | Box score |
| 14 de noviembre | R. Dominicana  | 6-8        | Venezuela      | Taoyuan | 2 h 59 m | Box score |
| 14 de noviembre | Corea del Sur  | 4-3        | México         | Tianmu  | 3 h 30 m | Box score |
| 14 de noviembre | Japón          | 10-2       | Estados Unidos | Taoyuan | 3 h 27 m | Box score |
| 15 de noviembre | México         | 9-6        | R. Dominicana  | Taoyuan | 3 h 21 m | Box score |
| 15 de noviembre | Estados Unidos | 3-2 (10/E) | Corea del Sur  | Tianmu  | 4 h 8 m  | Box score |
| 15 de noviembre | Venezuela      | 5-6        | Japón          | Taoyuan | 3 22 m   | Box score |

### Segunda ronda
|  | Cuartos de final | Cuartos de final |                |        | Semifinales        | Semifinales        |            |                | Final           | Final           |  |
|  | 16 de noviembre  | 16 de noviembre  |                |        | 19-20 de noviembre | 19-20 de noviembre |            |                | 21 de noviembre | 21 de noviembre |  |
|  |                  |                  |                |        |                    |                    |            |                |                 |                 |  |
|  |                  |                  |                |        |                    |                    |            |                |                 |                 |  |
|  | Canadá           | 3                |                |        |                    |                    |            |                |                 |                 |  |
|  | Canadá           | 3                |                |        |                    |                    |            |                |                 |                 |  |
|  | México           | 4                |                |        |                    |                    |            |                |                 |                 |  |
|  | México           | 4                |                | México | 1                  |                    |            |                |                 |                 |  |
|  |                  |                  |                | México | 1                  |                    |            |                |                 |                 |  |
|  |                  |                  | Estados Unidos | 6      |                    |                    |            |                |                 |                 |  |
|  | Estados Unidos   | 6                | Estados Unidos | 6      |                    |                    |            |                |                 |                 |  |
|  | Estados Unidos   | 6                |                |        |                    |                    |            |                |                 |                 |  |
|  | Países Bajos     | 1                |                |        |                    |                    |            |                |                 |                 |  |
|  | Países Bajos     | 1                |                |        |                    |                    |            | Estados Unidos | 0               |                 |  |
|  |                  |                  |                |        |                    |                    |            | Estados Unidos | 0               |                 |  |
|  |                  |                  | Corea del Sur  | 8      |                    |                    |            |                |                 |                 |  |
|  | Japón            | 9                | Corea del Sur  | 8      |                    |                    |            |                |                 |                 |  |
|  | Japón            | 9                |                |        |                    |                    |            |                |                 |                 |  |
|  | Puerto Rico      | 3                |                |        |                    |                    |            |                |                 |                 |  |
|  | Puerto Rico      | 3                |                | Japón  | 3                  |                    |            | Tercer lugar   | Tercer lugar    |                 |  |
|  |                  |                  |                | Japón  | 3                  |                    |            | Tercer lugar   | Tercer lugar    |                 |  |
|  |                  |                  | Corea del Sur  | 4      |                    |                    |            |                |                 |                 |  |
|  | Cuba             | 2                | Corea del Sur  | 4      |                    |                    | Japón (KO) | 11             |                 |                 |  |
|  | Cuba             | 2                |                |        |                    |                    | Japón (KO) | 11             |                 |                 |  |
|  | Corea del Sur    | 7                |                |        |                    |                    |            |                | México          | 1               |  |
|  | Corea del Sur    | 7                |                |        |                    |                    |            |                | México          | 1               |  |
|  |                  |                  |                |        |                    |                    |            |                |                 |                 |  |

#### Cuartos de final
- Nota: Las horas indicadas corresponden al huso horario local de la ciudad de Taipéi (UTC +8).

| Equipo | 1 | 2 | 3 | 4 | 5 | 6 | 7 | 8 | 9 | C | H | E |
| ------ | - | - | - | - | - | - | - | - | - | - | - | - |
| México | 1 | 0 | 0 | 0 | 0 | 0 | 0 | 3 | 0 | 4 | 7 | 1 |
| Canadá | 0 | 0 | 0 | 0 | 0 | 3 | 0 | 0 | 0 | 3 | 6 | 3 |

LG: Andrew Romo (1-0)  LP: Phillippe Aumont (1-1)  SV: Brennan Bernardino (2)  

- Box score
- Tiempo: 2 h 43 m

| Equipo        | 1 | 2 | 3 | 4 | 5 | 6 | 7 | 8 | 9 | C | H  | E |
| ------------- | - | - | - | - | - | - | - | - | - | - | -- | - |
| Corea del Sur | 0 | 5 | 0 | 0 | 0 | 0 | 0 | 2 | 0 | 7 | 13 | 0 |
| Cuba          | 0 | 0 | 0 | 0 | 2 | 0 | 0 | 0 | 0 | 2 | 7  | 1 |

LG: Lim Chang-min (1-0)  LP: Frank Montieth (0-1)  
HRs:  KOR – Yang Eui-ji  (1)
- Box score
- Tiempo: 3 h 30 m

| Equipo         | 1 | 2 | 3 | 4 | 5 | 6 | 7 | 8 | 9 | C | H | E |
| -------------- | - | - | - | - | - | - | - | - | - | - | - | - |
| Países Bajos   | 0 | 0 | 1 | 0 | 0 | 0 | 0 | 0 | 0 | 1 | 4 | 4 |
| Estados Unidos | 0 | 0 | 0 | 0 | 3 | 0 | 2 | 1 | x | 6 | 8 | 0 |

LG: Zack Segovia (2-0)  LP: Orlando Yntema (0-1)  SV: Brooks Pounders (1)  

- Box score
- Tiempo: 2 h 56 m

| Equipo      | 1 | 2 | 3 | 4 | 5 | 6 | 7 | 8 | 9 | C | H  | E |
| ----------- | - | - | - | - | - | - | - | - | - | - | -- | - |
| Puerto Rico | 0 | 0 | 0 | 0 | 0 | 0 | 0 | 0 | 3 | 3 | 7  | 1 |
| Japón       | 1 | 0 | 1 | 2 | 0 | 1 | 2 | 2 | x | 9 | 13 | 0 |

LG: Kenta Maeda (1-0)  LP: Luis Cintrón (0-1)  
HRs:  PUR – Joiset Feliciano (1)
- Box score
- Tiempo: 3 h 14 m

#### Semifinales
- Nota: Las horas indicadas corresponden al huso horario local de la ciudad de Tokio (UTC +9).

| Equipo        | 1 | 2 | 3 | 4 | 5 | 6 | 7 | 8 | 9 | C | H | E |
| ------------- | - | - | - | - | - | - | - | - | - | - | - | - |
| Corea del Sur | 0 | 0 | 0 | 0 | 0 | 0 | 0 | 0 | 4 | 4 | 6 | 1 |
| Japón         | 0 | 0 | 0 | 3 | 0 | 0 | 0 | 0 | 0 | 3 | 6 | 0 |

LG: Lim Chang-min (2-0)  LP: Takahiro Norimoto (1-1)  SV: Lee Hyung-seung (2)  

- Box score
- Tiempo: 3 h 50 m

| Equipo         | 1 | 2 | 3 | 4 | 5 | 6 | 7 | 8 | 9 | C | H | E |
| -------------- | - | - | - | - | - | - | - | - | - | - | - | - |
| México         | 0 | 0 | 0 | 1 | 0 | 0 | 0 | 0 | 0 | 1 | 7 | 2 |
| Estados Unidos | 0 | 0 | 0 | 5 | 1 | 0 | 0 | 0 | x | 6 | 9 | 1 |

LG: Zeke Spruill (1-0)  LP: Mark Serrano (1)  
HRs:  MEX – Humberto Sosa (1)
- Box score
- Tiempo: 3 h 7 m

#### Tercer lugar
- Nota: Las hora indicada corresponde al huso horario local de la ciudad de Tokio (UTC +9).

| Equipo | 1 | 2 | 3 | 4 | 5 | 6 | 7 | 8 | 9 | C  | H  | E |
| ------ | - | - | - | - | - | - | - | - | - | -- | -- | - |
| México | 0 | 0 | 0 | 0 | 0 | 1 | 0 | x | x | 1  | 2  | 1 |
| Japón  | 1 | 7 | 0 | 0 | 0 | 1 | 2 | x | x | 11 | 11 | 0 |

LG: Tomoyuki Sugano (1-0)  LP: Miguel Peña (0-1)  
HRs:  MEX – Juan Pérez (1)  JPN – Shogo Akiyama (1); Tetsuto Yamada (2); Sho Nakata (3); Nobuhiro Matsuda (2)
- Box score
- Tiempo: 2 h 26 m

#### Final
- Nota: Las hora indicada corresponde al huso horario local de la ciudad de Tokio (UTC +9).

| Equipo         | 1 | 2 | 3 | 4 | 5 | 6 | 7 | 8 | 9 | C | H  | E |
| -------------- | - | - | - | - | - | - | - | - | - | - | -- | - |
| Corea del Sur  | 1 | 0 | 1 | 5 | 0 | 0 | 0 | 0 | 1 | 8 | 13 | 0 |
| Estados Unidos | 0 | 0 | 0 | 0 | 0 | 0 | 0 | 0 | 0 | 0 | 5  | 0 |

LG: Kim Kwang-hyun (1-1)  LP: Zack Segovia (2-1)  
HRs:  USA – Park Byung-ho (2)
- Box score
- Tiempo: 3 h 39 m

| Bandera de Corea del Sur |
| Campeón Corea del Sur    |
| Primer título            |

## Podio
| Evento                  | Oro           | Plata          | Bronce |
| ----------------------- | ------------- | -------------- | ------ |
| WBSC Premier 12 de 2015 | Corea del Sur | Estados Unidos | Japón  |

## Líderes individuales
De acuerdo a la página oficial de la competición.

### Bateadores
| Categoría           | Jugador                                   | Selección                       | Marca |
| ------------------- | ----------------------------------------- | ------------------------------- | ----- |
| Porcentaje de bateo | Matt McBride                              | Estados Unidos                  | ,526  |
| Cuadrangulares      | Lin Chih-sheng                            | Corea del Sur                   | 4     |
| Carreras impulsadas | Sho Nakata                                | Japón                           | 13    |
| Hits                | Randolph Oduber                           | Países Bajos                    | 12    |
| Robos de base       | Randolph Oduber Yadir Drake Juan A. Silva | Países Bajos México Puerto Rico | 3     |
| Carreras anotadas   | Tetsuto Yamada Tyler O'Neill              | Japón Canadá                    | 8     |

### Lanzadores
| Categoría         | Jugador                                                               | Selección                                                  | Marca |
| ----------------- | --------------------------------------------------------------------- | ---------------------------------------------------------- | ----- |
| Victorias         | Zack Segovia Chris Leroux Shairon Martis Yorman Bazardo Lim Chang-min | Estados Unidos Canadá Países Bajos Venezuela Corea del Sur | 2     |
| Juegos salvados   | Dustin Molleken                                                       | Canadá                                                     | 3     |
| Entradas lanzadas | Zeke Spruill                                                          | Canadá                                                     | 15,2  |
| Ponches           | Shohei Otani                                                          | Japón                                                      | 21    |

## Premios y reconocimientos

### Equipo estelar
La «selección mundial de la Premier 12» del torneo fue elegido por la organización. Fue tomado en cuenta el desempeño de los jugadores desde la primera ronda hasta semifinales.
| Posición | Jugador         |
| -------- | --------------- |
| LA       | Shohei Otani    |
| LR       | Dustin Molleken |
| R        | Humberto Sosa   |
| 1B       | Sho Nakata      |
| 2B       | Adam Frazier    |
| 3B       | Hwang Jae-gyun  |
| PC       | Carlton Daal    |
| J        | Randolph Oduber |
| J        | Matt McBride    |
| J        | Kim Hyun-soo    |
| BD       | Lee Dae-ho      |

LA: Lanzador abridor; LR: Lanzador relevista; R: Receptor; 1B: Primera base; 2B: Segunda base; 3B: Tercera base; PC: Parador en corto; J: Jardineros; BD: Bateador designado.

### Reconocimientos individuales
La organización otorgó reconocimientos individuales a los peloteros que destacaron en diversas categorías.
| Categoría                              | Ganador         | Selección      |
| -------------------------------------- | --------------- | -------------- |
| Jugador más valioso                    | Kim Hyun-soo    | Corea del Sur  |
| Mejor bateador                         | Matt McBride    | Estados Unidos |
| Mejor ERA                              | Shohei Otani    | Japón          |
| Mejor porcentaje de victorias-derrotas | Chris Leroux    | Canadá         |
| Líder en carreras impulsadas           | Sho Nakata      | Japón          |
| Líder en cuadrangulares                | Lin Chih-sheng  | Corea del Sur  |
| Líder en bases robadas                 | Randolph Oduber | Países Bajos   |
| Líder en carreras anotadas             | Tyler O'Neill   | Canadá         |
| Mejor jugador a la defensiva           | Hayato Sakamoto | Japón          |

## Convocatoria de público
Grupo A
- Taipéi China - Países Bajos (9 de noviembre): 16.188 espectadores.
- Taipéi China - Italia (11 de noviembre): 8.517 espectadores.
- Taipéi China - Canadá (12 de noviembre): 10.245 espectadores.
- Taipéi China - Cuba (14 de noviembre): 17.503 espectadores.
- Taipéi China - Puerto Rico (16 de noviembre): 17.436 espectadores.

Grupo B
- Japón - Corea del Sur (8 de noviembre): 28.848 espectadores.
- Japón - México (11 de noviembre): 6.523 espectadores.
- Japón - República Dominicana (12 de noviembre): 3.500 espectadores.
- Japón - Estados Unidos (14 de noviembre): 10.437 espectadores.
- Japón - Venezuela (15 de noviembre): 6.547 espectadores.

Fase final
- Japón - Puerto Rico (16 de noviembre): 8.000 espectadores.
- Japón - Corea del Sur (19 de noviembre): 40.258 espectadores.
- Estados Unidos - Corea del Sur (21 de noviembre): 40.411 espectadores.